# Jozef Viérin

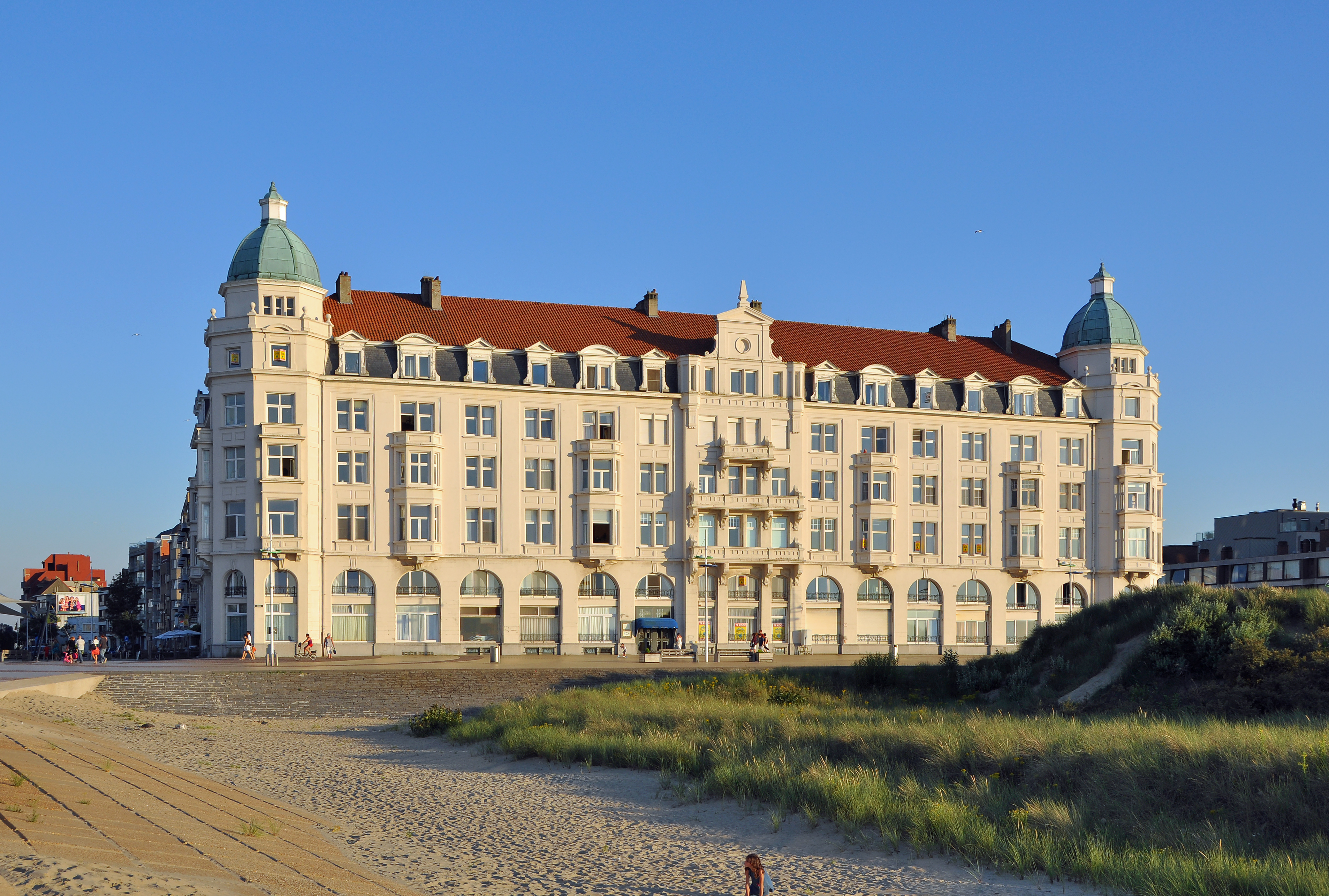
Zeebrugge: Palace Hotel

Joseph (Jos) Marie Hippolyte Constant Viérin (Kortrijk, 10 mei 1872 – Brugge, 23 februari 1949) was architect in Kortrijk en Brugge, alsook gemeenteraadslid en schepen van de stad Brugge. Viérin was ook lid van de Kortrijkse Kunstgilde.

## Levensloop
Na zijn studies aan de architectuurschool Sint-Lucas in Gent vestigde hij zich eerst in Kortrijk en vanaf 1904 in Brugge. Hij huwde met Pauline Carbon, de dochter van Clément Carbon. Van 1907 tot 1911 was hij provinciaal architect-inspecteur. Nadien vestigde hij zich zelfstandig en interesseerde zich aan de Brugse gemeentepolitiek. Hij werd gemeenteraadslid in 1903 en van 1921 tot 1938 was hij schepen van openbare werken.
Jos Viérin bouwde veel villa's, vooral aan de kust (De Panne, Westende, Duinbergen en Knokke) maar ook in Brugge en Kortrijk. Hij spande zich in om kenmerken van de traditionele lokale architectuur in zijn ontwerpen te verwerken. 'Het Lijsternest', voor Stijn Streuvels gebouwd in 1905, 'Hove ter Wilgen', in Brugge gebouwd in 1930 voor dokter Rafaël Rubbrecht, de koninklijke villa voor Leopold III en de villa voor baron Snoy, beide in Het Zoute, zijn er voorbeelden van. Voor 1914 ontwierp hij het Palace Hotel in Zeebrugge en na de oorlog het Memling Hotel in Knokke. Hij ontwierp na 1920 het neogotische gebouw van de Bank van Brugge, later Bank Brussel Lambert (ING) op de Markt in Brugge en een schoolgebouw in Sint-Pieters. Ook heel wat restauraties werden uitgevoerd zoals in Brugge: het Brugse Vrije en de eigendom de Pelichy Wollestraat.
Na de Eerste Wereldoorlog ontwierp Jos Viérin veel gebouwen in neo-Brugse stijl in de 'verwoeste gewesten', onder meer in Diksmuide en Nieuwpoort. Zo ontwierp hij het stadhuis van Nieuwpoort en dat van Diksmuide. Hij was ook betrokken bij de restauratie of wederopbouw van talrijke kerken in deze gebieden. Wat betreft religieuze architectuur bouwde of herstelde hij: de kerk van de paters dominicanen in Het Zoute, de Sint-Baafskerk in Sint-Andries, de Sint-Niklaaskerk in Diksmuide, de Sint-Martinuskerk van Ardooie, de hoofdkerk van Nieuwpoort, de kerken van Houthulst, Lampernisse en Klerken.
In Brugge was Viérin promotor van talrijke restauraties en van nieuwbouw in Brugse stijl. Zo maakte hij in 1912 het ontwerp voor de Bonifaciusbrug, waarnaast hij later het bekende huis Van der Elst in exacte middeleeuwse stijl en proporties bouwde. Een uitschieter in zijn werk is het gebouw van het Groeningemuseum, met zijn merkwaardige zin voor zakelijke functionaliteit (1930).
Viérin was bestuurslid van het Genootschap voor Geschiedenis te Brugge, van 1907 tot 1920 en was tijdens die periode ook penningmeester. Hij werd opnieuw bestuurslid in 1925, tot aan zijn dood.
Jos Viérin werkte vanaf de jaren 1930 samen met zijn zoon architect Luc Viérin (1903-1979) die werd opgevolgd door architect Piet Viérin, die op zijn beurt werd opgevolgd door architect Philippe Viérin.

## Werken

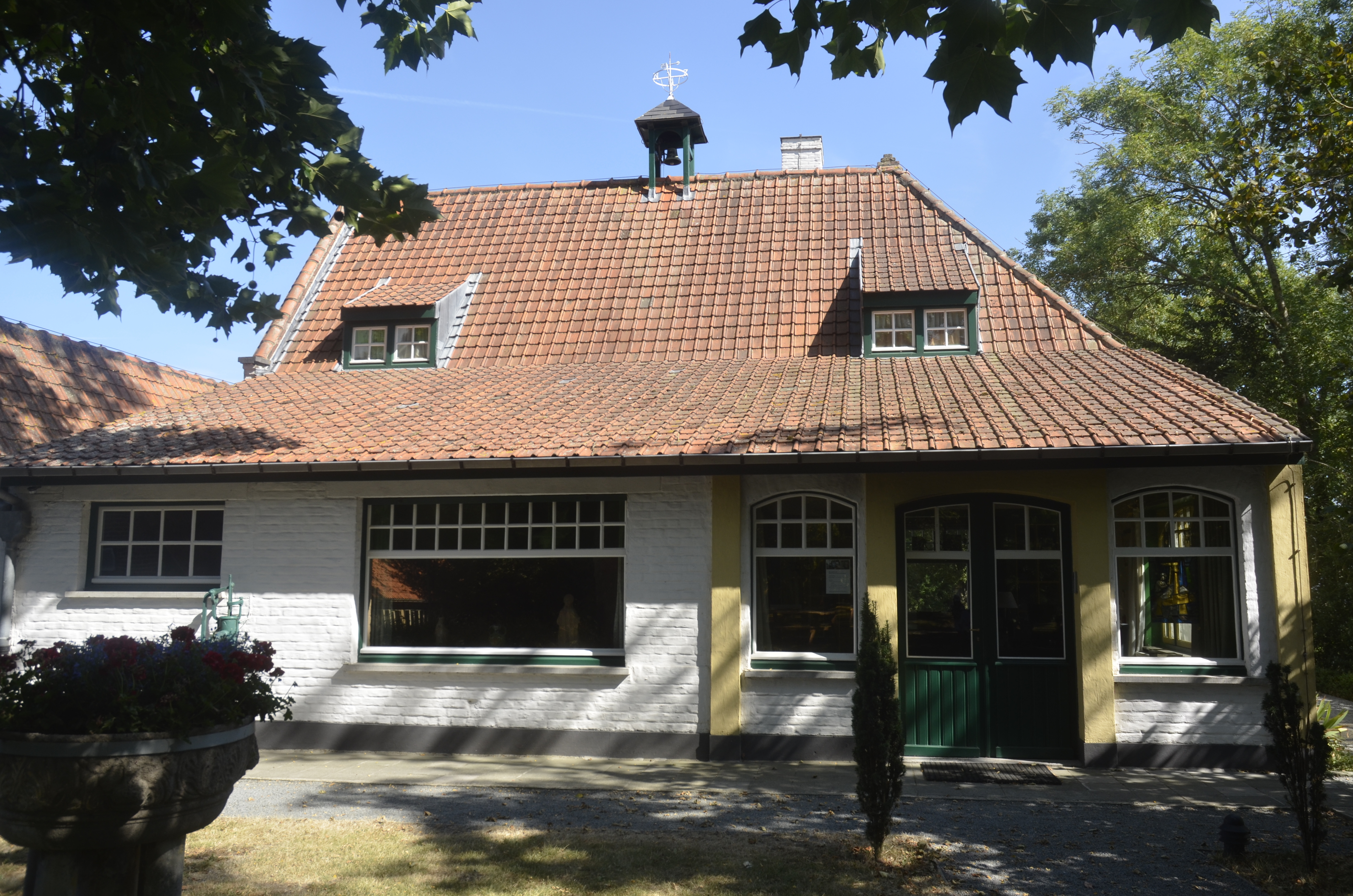
Het Lijsternest in Ingooigem (1905)
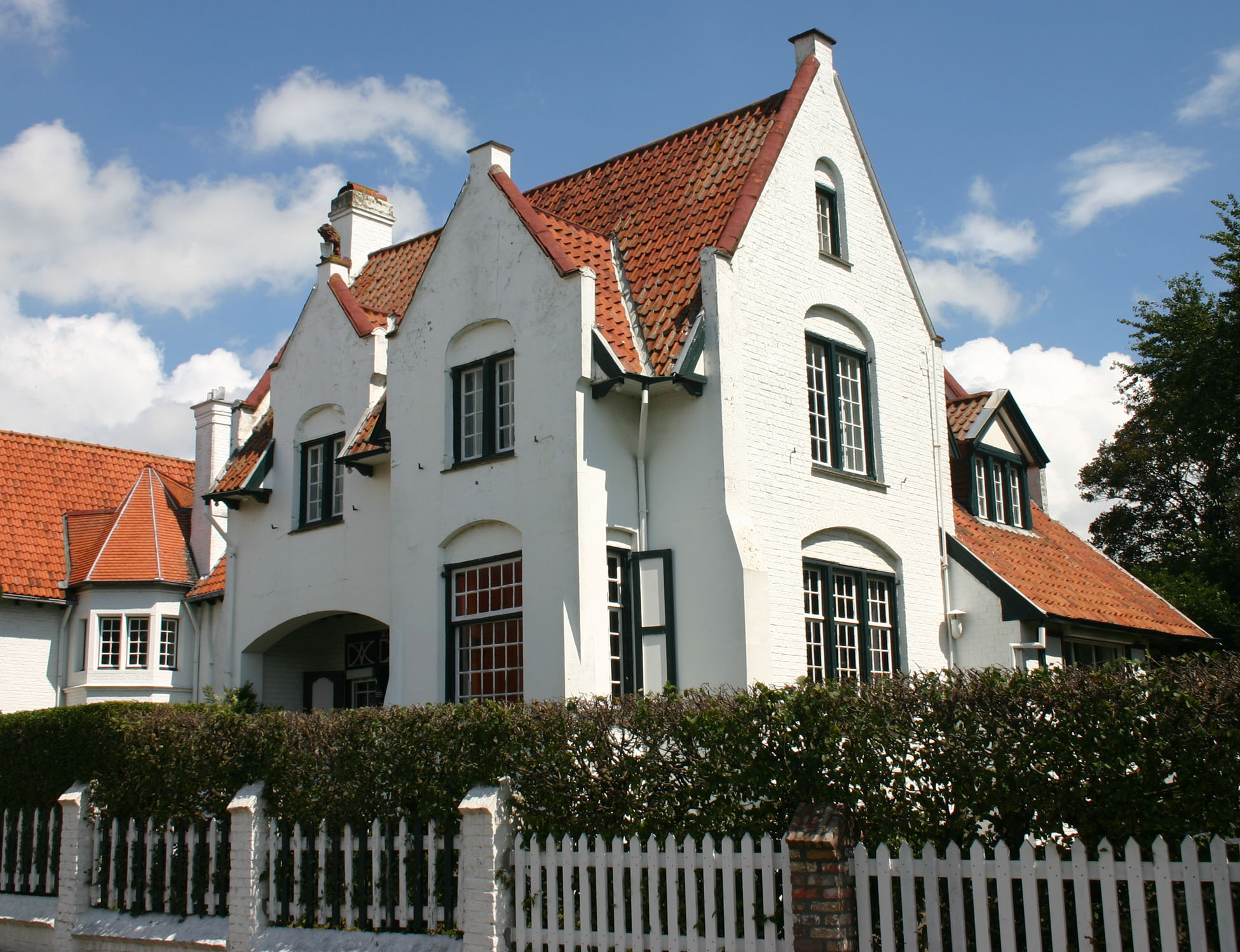
Villa à Duinbergen (1910)
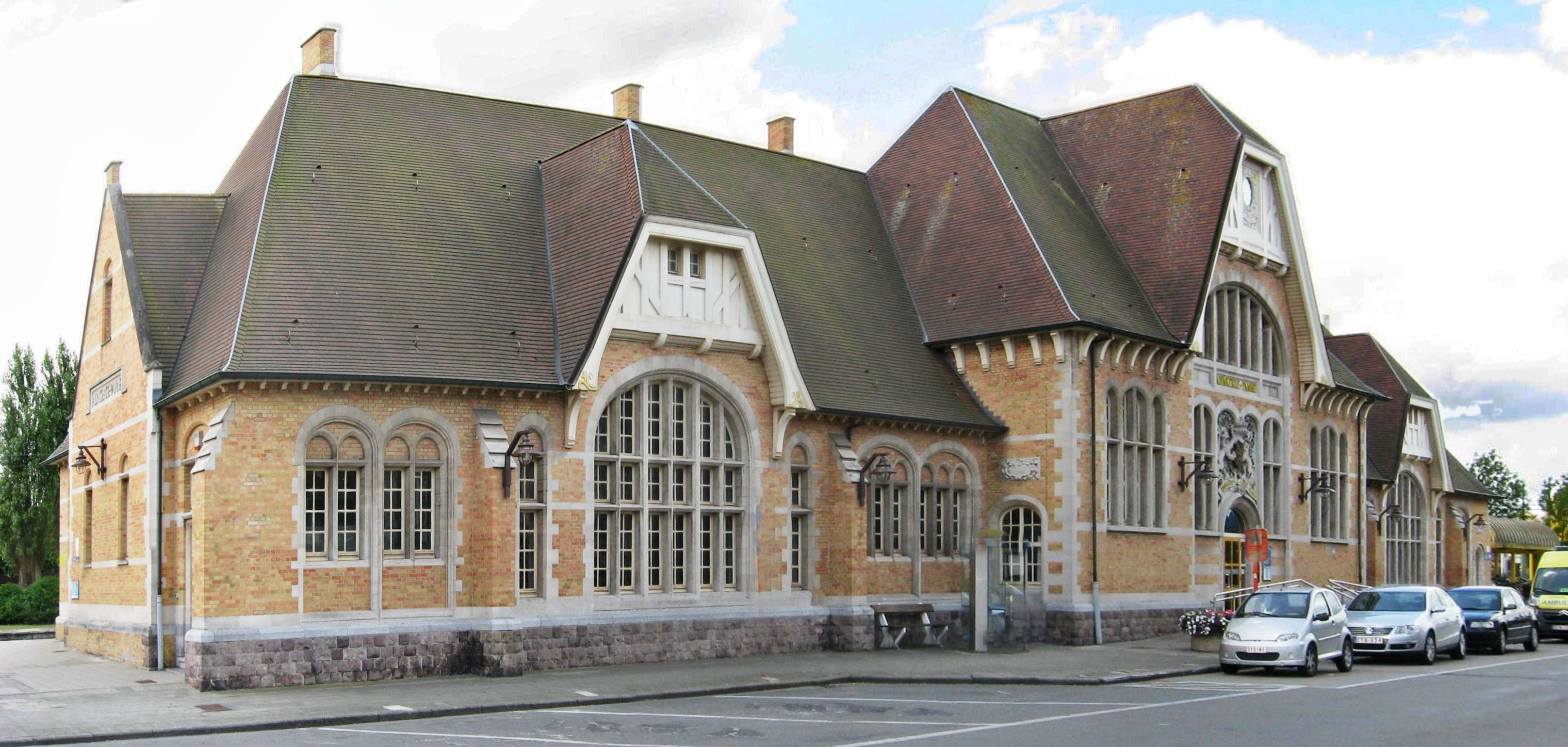
Station De Panne (1913)
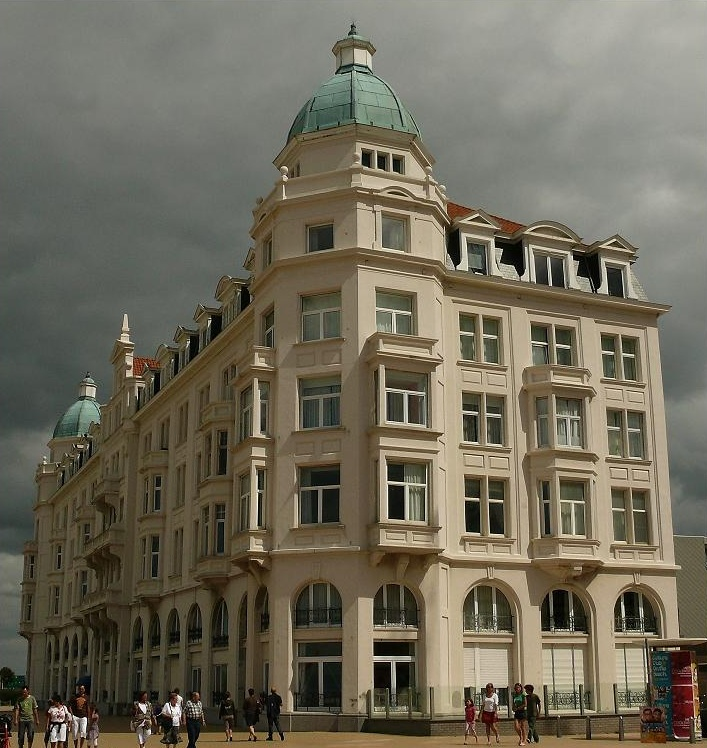
Palace Hotel in Zeebrugge (1914)
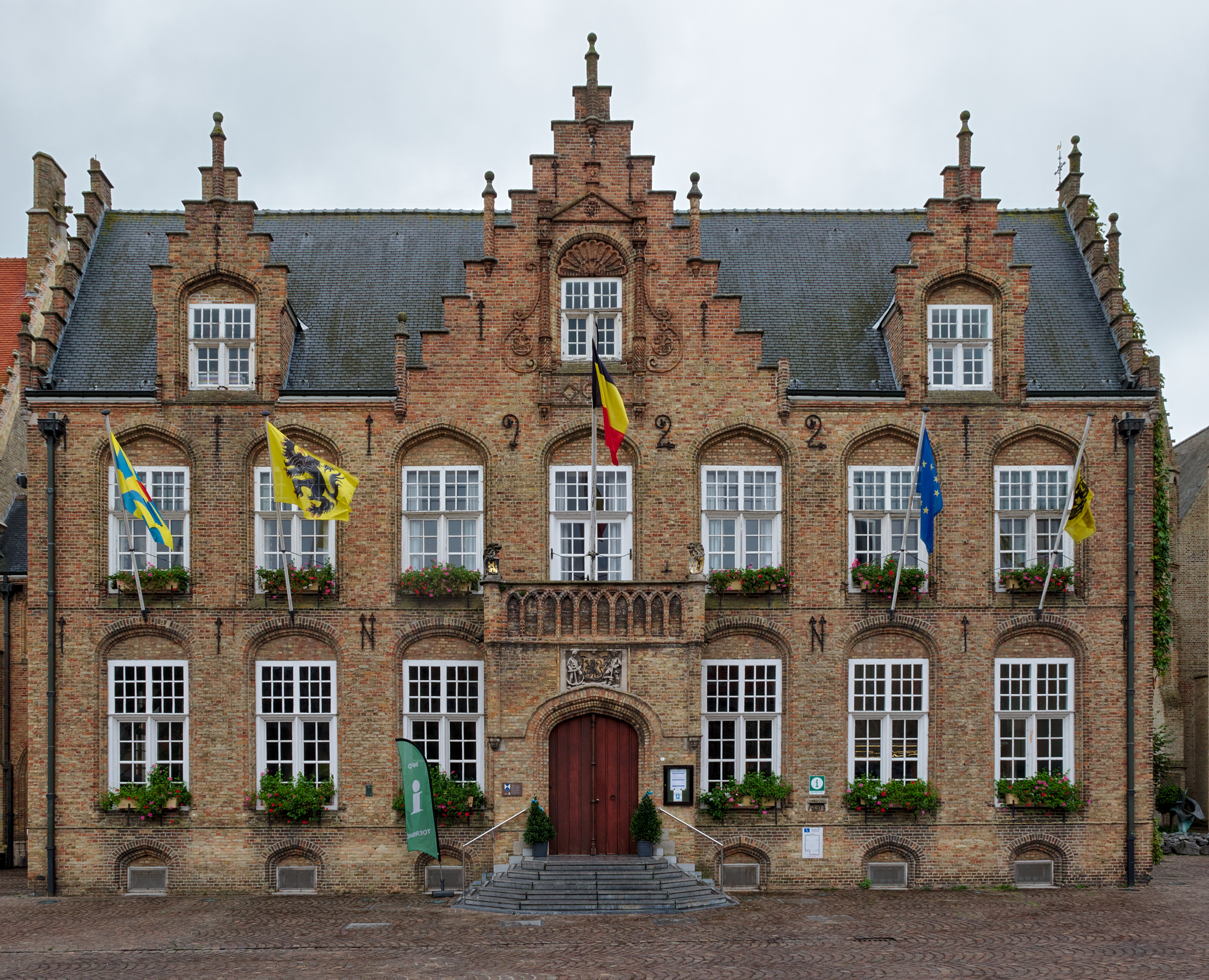
Stadhuis van Nieuwpoort (1922)
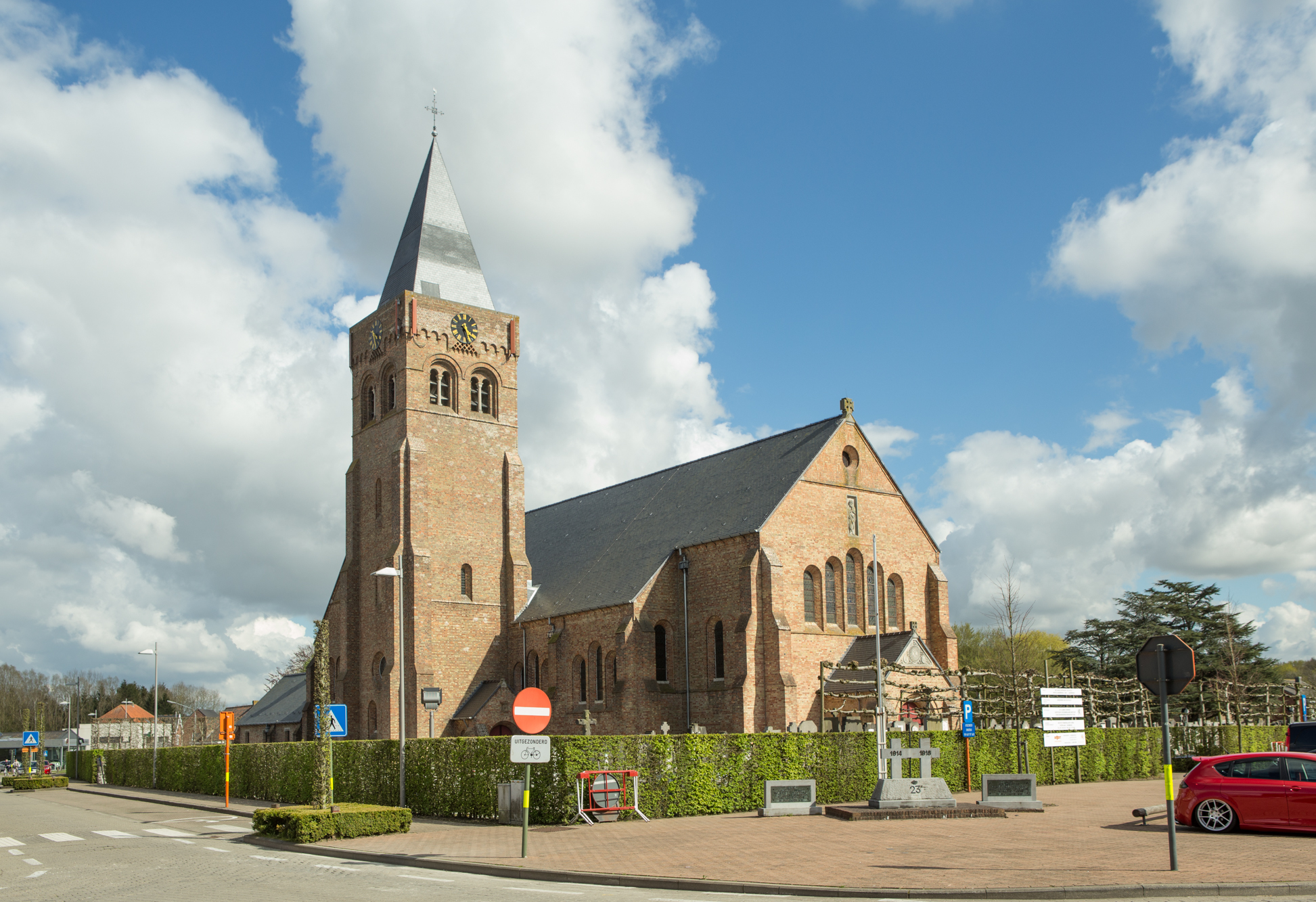
Sint-Jan Baptistkerk, Houthulst (1923)
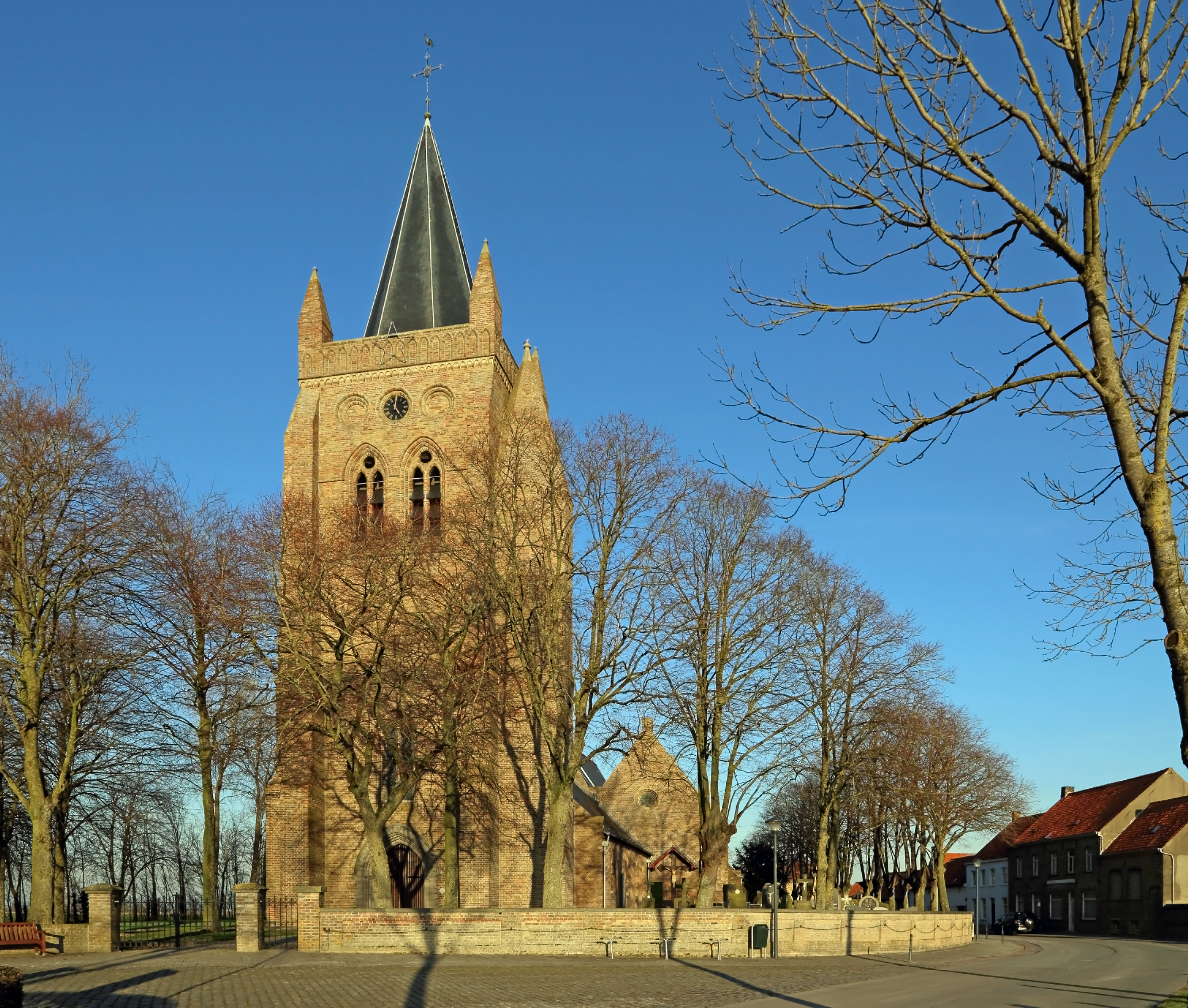
Kerk Heilige Kruisverheffing, Lampernisse (1923)
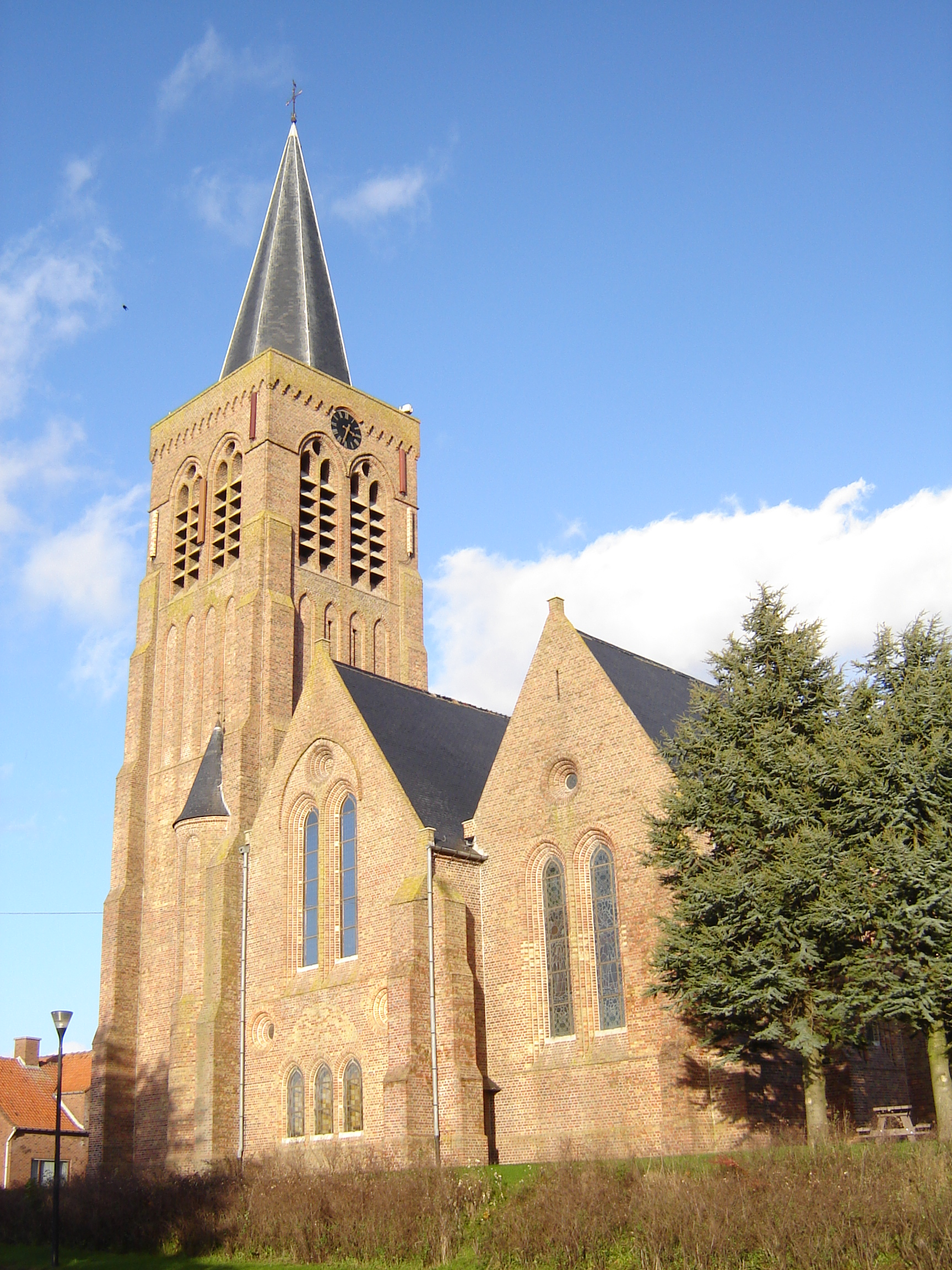
Sint-Laurentiuskerk, Klerken (1923)
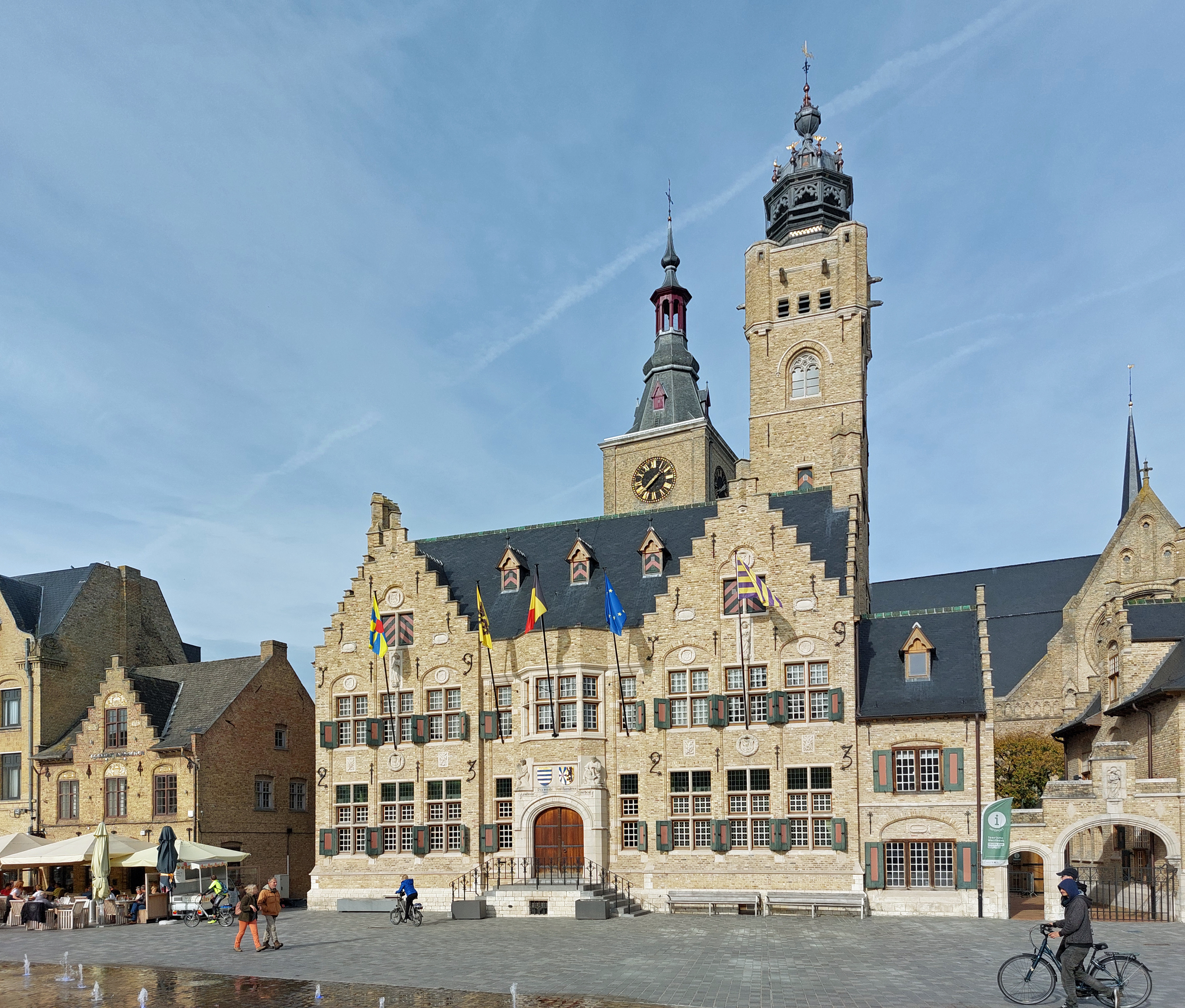
Stadhuis van Diksmuide (1925)
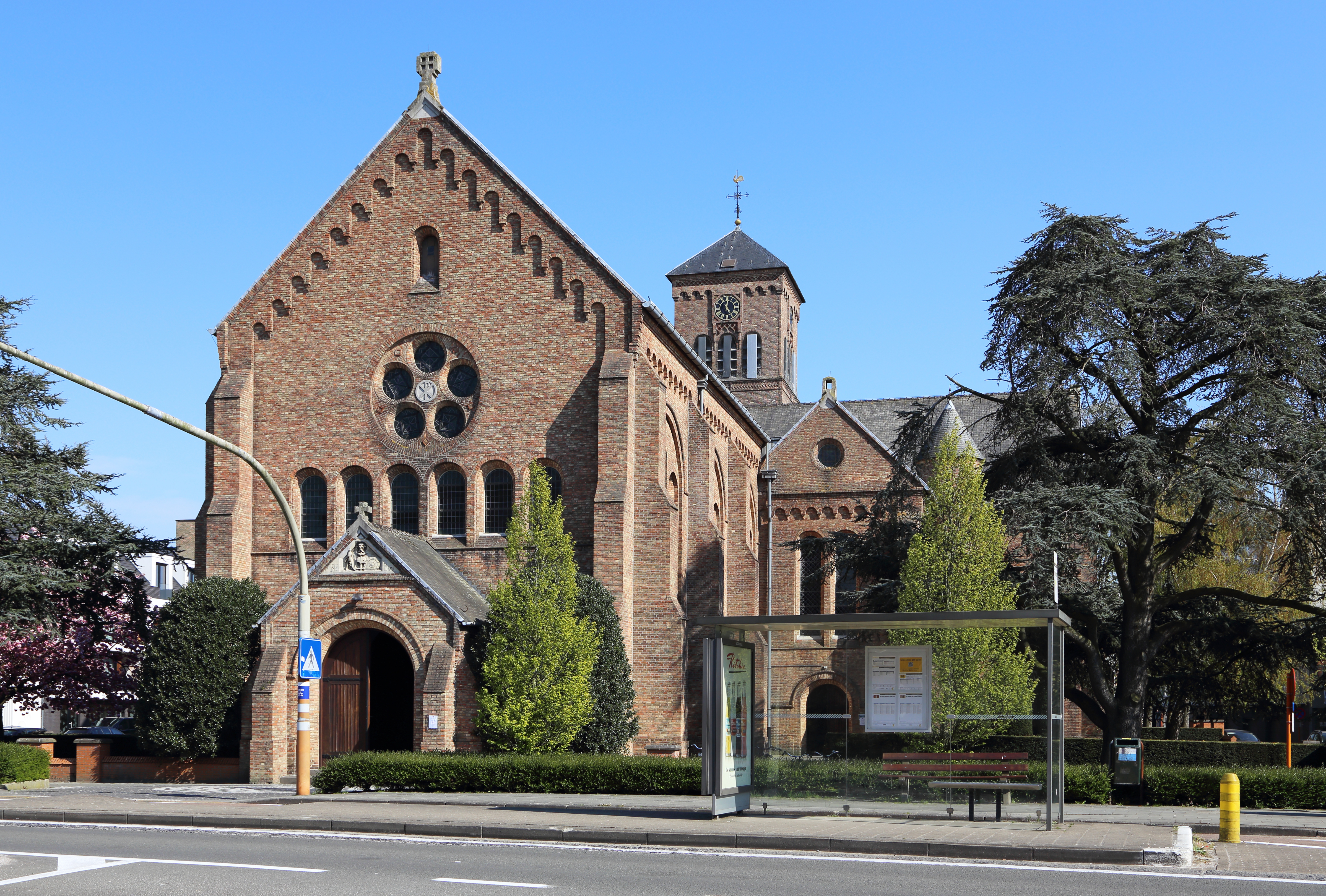
Sint-Baafskerk in Sint-Andries (1934)
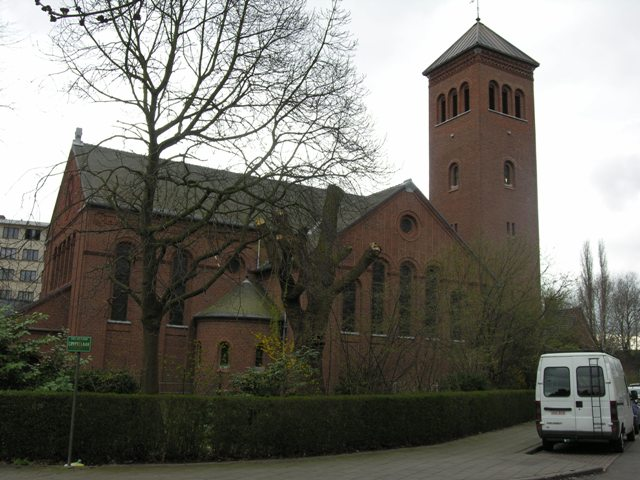
Heilige Familiekerk, Groot-Bijgaarden (1937)
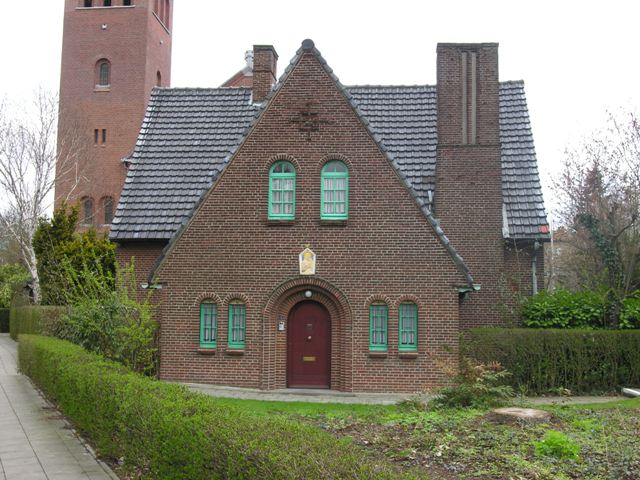
Pastorie Heilige Familieparochie, Groot-Bijgaarden (1937)

- 1905: Het Lijsternest, Ingooigem
- 1910: Villa à Duinbergen
- 1913: Station De Panne
- 1914: Palace Hotel, Zeebrugge
- 1922: Stadhuis Nieuwpoort met conciërgewoning
- 1923: Heilige-Kruisverheffingskerk, Lampernisse
- 1922: Sint-Jan-de-Doperkerk, Houthulst
- 1923: Sint-Laurentiuskerk, Klerken
- 1925: Stadhuis van Diksmuide
- 1934: Kerk van Sint-Baafs, Sint-Andries
- 1937: Heilige Familiekerk, Groot-Bijgaarden
- 1937: Pastorie Heilige Familieparochie, Groot-Bijgaarden

## Publicaties
- Over de landelijke woning aan de Vlaamsche kust. Kenteekens der bouwwijze van de streek / L’architecture régionale de la Flandre maritime, particulièrement dans ses rapports avec l’habitation rurale, Brussel: Vromant, 1921, 75 p.
- (samen met Luc VIÉRIN), Bouwkundige uitvoeringen / Travaux d'architecture, Antwerpen: Publica, 1933.
- Het probleem der moderne bouwkunst in onze steden met monumentale gebouwen en bouwcomplexen uit het verleden, in: Bulletin Koninklijke Commissies voor Kunst en Oudheidkunde, 71, 1937, 8 p.